# (38649) 2000 OX16
2000 OX16 (asteroide 38649) é um asteroide da cintura principal. Possui uma excentricidade de 0.17615350 e uma inclinação de 14.56376º.
Este asteroide foi descoberto no dia 23 de julho de 2000 por LINEAR em Socorro.